# Dublin rock
Dublin rock (también conocido como Irish rock) es una especie de púdin típica de la cocina irlandesa de finales del siglo XIX. Sus ingredientes incluían mantequilla o nata, yema de huevos, agua de azahár, azúcar, almendras y brandy.